# جوني ميتشل
جوني ميتشل، الحاصلة على وسام شرف كندا (واسمها الحقيقي روبرتا جوان آندرسون؛ وُلدت في 7 من نوفمبر 1943م) هي موسيقية كندية، ومغنية ومؤلفة أغاني ورسامة.
بدأت ميتشل الغناء في النوادي الليلية الصغيرة في ساسكاتشوان وغرب كندا ثم انتقلت إلى عزف الموسيقى بالشوارع وحانات تورونتو. وانتقلت إلى الولايات المتحدة في عام 1965م. ومع تجولها المستمر، بدأت تشتهر عندما غطى أغانيها الأصلية ("رغبة في الرحيل" (Urge for Going)، و"صباح تشيلسي (Chelsea Morning) و"الجانبين، الآن" (Both Sides, Now)، و"لعبة الدائرة" (The Circle Game) مغنيون فلكولوريون مشهورون، ليسمحوا لها بذلك بالتعاقد مع تسجيلات ريبرايس، وسجلت الألبوم الأول لها في عام 1968. ومع استقرارها في جنوب كاليفورنيا، ساهمت ميتشل وأغانيها الشهيرة مثل "تاكسي أصفر كبير (Big Yellow Taxi)" و"وودستوك (Woodstock)" في تحديد ملامح ذلك العصرٍ والجيل. وقد وصِف أكثر تسجيلاتها قوة في عام 1971 لألبوم أزرق (Blue) بأنه أحد أفضل الألبومات على الإطلاق. ونظرًا لعدم استقرار أحوال الموسيقى، غيرت ميتشل توجهها وتحولت إلى إيقاعات موسيقى الجاز إلى جانب البوب في ألبومها كورت وسبارك (Court and Spark) الذي تصدر قائمة المبيعات في عام 1974، ويضم أفضل أغانيها بالإذاعة؛ "ساعدني (Help Me)" و"رجل حر في باريس (Free Man in Paris)".
صار غناء ميتشل المتنوع وألحان البيانو والجيتار النغمات المفتوحة أكثر تناغمًا وتعقيدًا من الناحية الإيقاعية مع اكتشافها لموسيقى الجاز وخلطها لها بتأثيراتها في موسيقى الروك أند رول، وريذم آند بلوز، والموسيقى الكلاسيكية والإيقاعات غير الغربية. ولقد تسببت ألبومات ميتشل التجريبية المستوحاة من موسيقى الجاز، والتي تشمل صفير ريح مروج الصيف (The Hissing of Summer Lawns) في عام 1975، وألبوم هجرة (Hejira) في عام 1976، في حيرة الكثيرين، وأثرت سلبًا على مبيعات أعمالها، لكنها تلاقي استحسانًا الآن. وفي أواخر السبعينيات، بدأت ميتشل تتعاون بشكل أكبر مع فناني الجاز المشهورين، ومن بينهم جاكو باستوريس وواين شورتر وهيربي هانكوك وبات ميثني وتشارلز مينجس. وطلب منها تشارلز مينجس مشاركته في تسجيلاته النهائية. عادت ميتشل إلى موسيقى البوب في أعمالها الأخيرة، وتبنت الموسيقى الإلكترونية وشاركت في الاحتجاجات السياسية. كانت ميتشل أيضًا منتجة الأسطوانات الوحيدة التي تم تكريمها على معظم ألبوماتها، بما في ذلك كل أعمالها في السبعينيات. ونظرًا لاهتمامها بالفن المرئي، صممت الأعمال الفنية لألبوماتها طوال مسيرتها المهنية. وفي ظل انتقادها اللاذع لصناعة الموسيقى، أوقفت ميتشل جولاتها الفنية، وأصدرت ألبومها السابع عشر لأغانيها الأصلية في عام 2007، وهو الألبوم الذي أُعلِن أنه الأخير لها. وهي تستقر الآن في كولومبيا البريطانية، وتصف نفسها بأنها «رسامة دفعتها الظروف بعيدًا عن مسارها الصحيح».
أثرت ميتشل بشكلٍ كبير على زملائها الموسيقيين في العديد من الأنواع الفنية المختلفة، ويحظى عملها باحترام شديد من النقاد. وقد ورد على موقع أول ميوزيك (Allmusic): «عندما ينقشع الضباب، ربما ستكون جوني ميتشل أكثر فنانات التسجيلات أهميةً وتأثيرًا في القرن العشرين»، ووصفتها أيضًا مجلة رولينغ ستون (Rolling Stone) بأنها «أحد أعظم مؤلفي الأغاني على الإطلاق.» وقد أُشيد بكلمات أغاني ميتشل لشاعريتها المتطورة، إذ تعالج مُثلاً اجتماعية وبيئية إلى جانب المشاعر الذاتية مثل الشوق، والارتباك، وخيبة الأمل، والفرح.

## النشأة
ولدت ميتشل تحت اسم روبرتا جوان آندرسون في السابع من نوفمبر عام 1943 في مدينة فورت ماكلاود بمقاطعة ألبيرتا، كندا. ابنة ميرتل مارغريت وويليام آندرو آندرسون. تأتي والدتها من اصول اسكتلندية وإيرلندية ويأتي والدها من عائلة نرويجية. كانت والدتها معلمة وكان والدها طيار ملازم لدى سلاح الجو الملكي الكندي. انتقلت مع عائلتها لقواعد مختلفة في غرب كندا خلال اعوام الحرب. بدأ والدها يعمل في محل بقالة بعد الحرب واخذ عمله العائلة إلى ساسكاتشوان، إلى مُدن مايدستون وباتلفورد الشمالية. غنت عن نموها كطفلة في المدن الصغيرة لاحقاً في أغنية «أغنية لشارون».
عاشت العائلة في مايدستون بجانب السكة الحديدية، حيث كانت ميتشل تلوح للقطار الوحيد الذي كان يمر كل يوم. الكثير من سكان المدينة كانوا من الأمم الأولى. بدت ميتشل رياضية أكثر من كونها اكاديمية، ولكنها استجابت لحب والدتها للأدب وحب والدها للموسيقى رغم ذلك، ودرست البيانو الكلاسيكي لوقت قصير.
في عمر الثامنة، تعرضت ميتشل لشلل الأطفال في وباء، وبقت في المستشفى لأسابيع. بعدما خسرت إهتماماتها الرياضية، حولت افكارها إلى موهبتها المُبتكرة وفكرت بمهنة الغناء أو الرقص لأول مرة. في عمر التاسعة، كانت مُدخنة وانكرت في السابق ان التدخين اثر بصوتها.
في عمر الحادية عشر، انتقلت مع عائلتها إلى مدينة ساسكاتون، التي اعتبرتها موطنها في البراري الكندية التي ألهمتها دائماً. استجابت بشكل سيء للتعليم الرسمي وفضلت نظرة التفكير بحرية، وكانت منجذبة للفن، مهنة كانت تعتبر غريبة بذلك الوقت. استطاع أحد معلميها التأثير بها، حفزها لتكتب الشعر ويتضمن ألبومها الأول إهداء له. رسبت ميتشل في الصف الثاني عشر (لكنها استمرت في دراستها لاحقاً) وتسكعت في منتصف المدينة مع مجموعة غوغائية حتى قررت انها كانت تقترب من العالم الإجرامي.
في ذلك الوقت، كانت موسيقى الريف تغطي موسيقى الروك و ارادت ميتشل العزف على الغيتار. استقرت مع آلة الأكلال لأن والدتها لم تكن معجبة بالغيتار. علمت نفسها في النهاية طريقة عزف الغيتار من خلال كتاب أغاني بيت سيغر، ولكن اثر شلل الأطفال بأصابعها واضطرت لإبتكار العديد من الأنغام الخاصة بها.
بدأت ميتشل بالغناء مع اصدقائها في مواقد النيران حول بحيرة واسكيسيو. أول اداء مدفوع لها كان في الواحد وثلاثون من أكتوبر عام 1962 في نادي بمدينة ساسكاتون كان يُقدم مغني الفولك والجاز. بعمر الثامنة عشر، بدأت مراجعها بالإتساع. رغم انها لم تغني الجاز بنفسها بتلك الأيام، هي واصدقائها كانوا يحضرون حفلات من قبل مغني الجاز. قالت ميتشل، «بدأت خلفيتي مع الجاز مع أحد ألبومات فرقة لامبرت، هيندركس وروس المبكرة.» كان ذلك الألبوم، أفضل فرقة جاز جديدة يصعب إيجاده في كندا بناء على ما قالت. «تعلمت كل أغنية عليه، ولا اظن ان هناك ألبوم آخر بأي مكان - مما يشمل ألبوماتي - اعرف كل علامة وكل كلمة لكل أغنية فيه.»
و لكن كان الفن شغفها الرئيسي بهذه المرحلة، وعندما انهت المدرسة الثانوية في ساسكاتون، اخذت صفوف الفن في معهد ساسكاتون الجامعي للفن مع الرسام التعبيري المجرد هنري بونلي، وتركت بعدها الموطن لتحضر كلية ألبيرتا للفنون والتصميم في كالغاري. شعرت هنا بخيبة الأمل لإيلاء الأولوية العالية للمهارة الفنية على الإبتكار الحر. بعد عام، في عمر التاسعة عشر، تركت الكلية، قرار اساء والِديها الذين استطاعوا تذكر الكساد الكبير و قدروا التعليم.
استمرت ميتشل بالغناء كمغنية فولك في نهايات الأسبوع، كانت تعزف في كليتها وفندق محلي. اخذت الآن وظيفة تدفع خمسة عشر دولار في الأسبوع في مقهى في كالغاري. كما انها غنت في حفلات وظهرت في بعض برامج التلفاز المحلية في كالغاري. في عام 1964، بعمر العشرين، اخبرت والدتها انها نوت ان تصبح مغنية فولك في تورونتو، وغادرت غرب كندا لأول مرة بحياتها، توجهت للشرق إلى أونتاريو. في رحلة القطار التي دامت لثلاث أيام، كتبت ميتشل أول أغنية لها «يوم بعد يوم». توقفت ايضاً في إحتفال ماريبوزا للفولك لترى بافي سانت-ماري، مغنية فولك ألهمتها. بعد عام، عزفت ميتشل في إحتفال ماريبوزا أول حفلة لها امام جمهور ضخم. وبعد اعوام، غنت سانت-ماري بنفسها إحدى اغاني ميتشل.

## المهنة

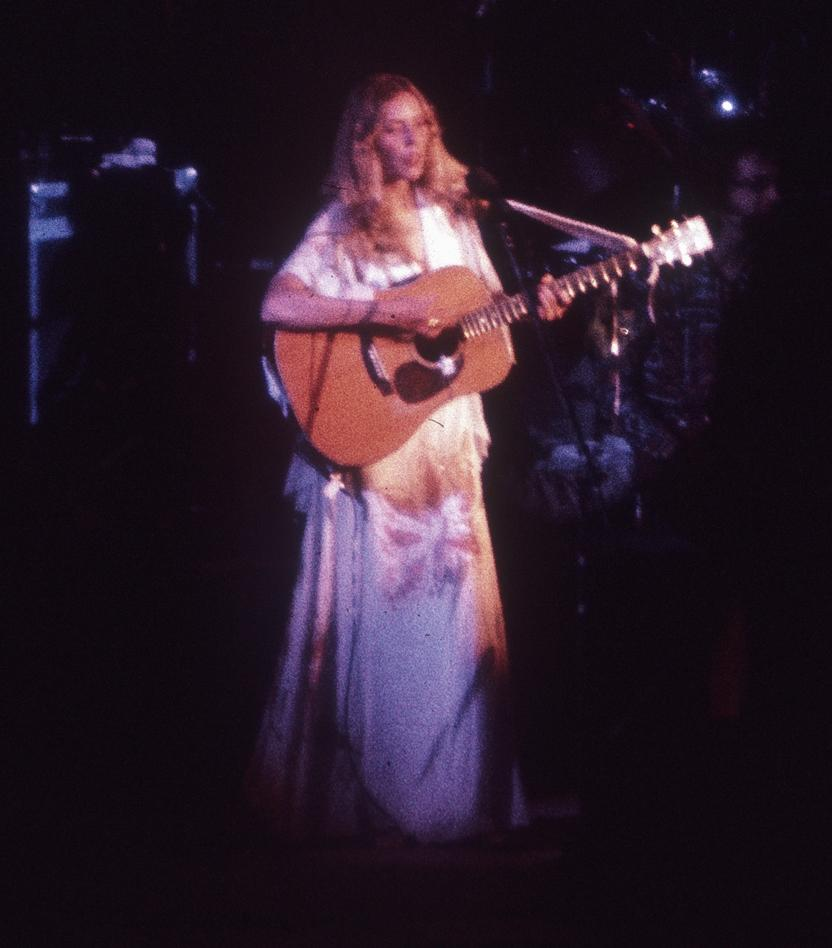
جوني ميتشل عام 1974

### 1964-1969: موسيقى الفولك

#### أونتاريو
لعدم توفر المئتا دولار الضرورية لضريبة اتحاد الموسيقيين، لعبت ميتشل في بضع حفلات في هالف بيت وركن القرية في حي يوركفيل، ولكنها لعبت في حفلات ليست متعلقة بالإتحاد في معظم الوقت. لجأت ميتشل إلى الغناء في الشوارع بعدما رفضتها نوادي الفولك الكبيرة بينما كانت تعمل في قسم ثياب النساء في متجر بمنتصف المدينة لتدفع مال الإيجار. خلال هذا العصر، عاشت في منزل مشترك، كانت غرفتها عبر الرواق من غرفة الشاعر دوك ريدبيرد.
بدأت ميتشل تدرك ان كل مشهد فولك في المُدن يمنح المؤدين حق عزف اغانيهم المشهورة رغم انهم لم يكتبوا تلك الأغاني بأنفسهم وظنت ان ذلك امر غريب ومخالف لمفهوم موسيقى الفولك. وجدت ان أفضل اغانيها التقليدية كانت ملك لمغنين آخرين. قالت، «تأتي إلى مدينة ويخبرونك، لا تستطيع غناء ذلك، لا تستطيع غناء ذلك.» لذا لجأت لكتابة اغانيها الخاصة.
في اواخر عام 1964، اكتشفت ميتشل انها حامل من رفيقها السابق في كالغاري براد ماكماث. كتبت لاحقاً، «تركني حامل بالشهر الثالث في غرفة علية بدون مال والشتاء كان على طريقه ولم يكن هناك سوى مدفأة من اجل الحرارة.»
بذلك الوقت، لم تكن حبة منع الحمل متوفرة قانونياً في كندا و كذلك كان الإجهاض. رغم ذلك، كانت هناك كراهية إجتماعية قوية للمرأة التي تلد من دون الزواج. في تورنتو، كانت تستطيع فعل ذلك بهدوء على الأقل، بدون ان تقلق اقاربها في الموطن. في فبراير من عام 1965 انجبت فتاة. تخلت عن إبنتها كيلي دايل آندرسون للتبني لأنها لم تستطع توفير سبل العيش لها. بقت هذه التجربة سرية لمعظم مهنتها ولكنها كتبت عنها في بعض الأغاني، على مثال، «الخضراء الصغيرة» التي ادتها في الستينات وسجلتها لألبومها «أزرق» في عام 1971.
لم يعلم أحد عن وجود ابنة ميتشل حتى عام 1993، عندما باعت رفيقة سكنها السابقة في كلية الفن قصة التبني لمجلة. بذلك الوقت، بدأت ابنة ميتشل، التي اعيدت تسميتها إلى كيلورين غيب، البحث عن والديها البيولوجيين. قابلت ميتشل إبنتها في عام 1997. بعد لم الشمل، قالت ميتشل انها خسرت الإهتمام بكتابة الأغاني وعَرَفت لاحقاً ولادة إبنتها وعدم قدرتها على الإعتناء بها كاللحظة التي بدأ بها إلهام كتابة الأغاني. عندما لم تستطع التعبير عن نفسها للشخص الذي ارادت التحدث إليه، باتت متصلة بالعالم كله وبدأت بالكتابة شخصياً.
بعد بضع اسابيع من ولادة إبنتها في عام 1965، كانت جوني آندرسون تغني مجدداً حول يوركفيل، وبدأت بغناء المزيد من اغانيها الخاصة لأول مرة. في مارس وابريل، وجدت عمل في بيني فارثينغ، نادي فولك في تورنتو. قابلت هناك تشاك ميتشل، مغني فولك أمريكي من ميشيغان. اُعجب بها تشاك فوراً واثار ادائها إعجابه، واخبرها انه يستطيع ان يوفر لها وظيفة ثابتة في المقاهي التي كان يعرفها في الولايات المتحدة. زعمت ميتشل بإحدى المقابلات انها تزوجت تشاك بعد 36 ساعة من مقابلتهم، ولكن ليس من الواضح إن كانت قد تزوجته في تورونتو. تركت ميتشل كندا في اواخر شهر أبريل لأول مرة، ذهبت مع تشاك إلى الولايات المتحدة، حيث بدأ الاثنان عزف الموسيقى معاً. جوني، بعمر الواحد والعشرون، تزوجت تشاك في مراسم رسمية في مسقطه في يونيو من عام 1965 واخذت اسمه الأخير. قالت، «لم يكن لدينا أي مال. صنعت فستان زفافي بنفسي.»

#### ميشيغان
بينما كانا يعيشان في شقق فيرونا بحي كاس كوريدور في ديترويت، كانا تشاك وجوني مغنيان إعتياديان في مقاهي المنطقة. وضعها أوسكار براند في برنامجه لنغني في عامي 1965 و 1966، مما جلب القليل من الإنتباه إليها. انتهت شراكة وزواج جوني وتشاك في بداية عام 1967 وانتقلت جوني إلى مدينة نيويورك لتلاحق حلمها الموسيقي كفنانة منفردة. غنت في مسارح بجميع انحاء الساحل الشرقي. غنت بإستمرار في المقاهي ونوادي الفولك واصبحت معروفة بكتابات اغانيها الفريدة واسلوبها المبتكر في العزف بالغيتار.

#### نيويورك
قابل مغني الفولك توم رش ميتشل في تورونتو و ابهرته قدرتها على كتابة الأغاني. أخذ «رغبة للرحيل» لمغنية الفولك الشهيرة جودي كولينز و لكنها لم تهتم بالأغنية بذلك الوقت، لذا سجلها رش بنفسه. سمع مغني موسيقى الريف جورج هاملتون الرابع رش و هو يغنيها وسجل نسخة ريفية من الأغنية وانشهرت تلك النسخة. المغنين الآخرين الذين سجلوا أغاني ميتشل في الأعوام المبكرة هم بافي سانت-ماري («لعبة الدائرة»)، دايف فان رونك («كلا الجانبين، الآن») و جودي كولينز («كلا الجانبين، الآن» التي حققت نجاح كبير و «مايكل من جبال»). غنت كولينز ايضاً «صباح تشيلسي».

#### كاليفورنيا
بينما كانت تعزف بإحدى الليالي في نادي بحي كوكونات غروف في فلوريدا، دخل  دايفيد كروسبي و صُدم فوراً بقدرتها ومظهرها كفنانة. اخذها إلى لوس آنجلس، حيث اراد تقديمها وتقديم موسيقاها لأصدقائه. بدأت بعد ذلك تُدار من قبل إليوت روبيرتس الذي كانت لديه علاقة عمل قريبة مع دايفيد غيفين. اقنع كروسبي شركة تسجيلات لتسمح لميتشل بتسجيل ألبومها الأول أغنية لنورس البحر.
استمرت ميتشل بالتجوال لدعم الألبوم. ساعدت الجولة على إنشاء تشويق لألبوم ميتشل الثاني سُحب الذي اصدر في أبريل من عام 1969. احتوى هذا الألبوم على نسخ ميتشل الخاصة من بعض اغانيها التي غُنت من قبل مغنين آخرين. كان العمل الفني للألبوم عبارة عن بورتريه ذاتي، مزيج من الفن والموسيقى الذي استمر لبقية مهنتها. 

## كتابات أخرى
- Mercer، Michelle (2009)، Will You Take Me As I Am: Joni Mitchell's Blue Period، Free Press، ISBN:978-1-4165-5929-0، مؤرشف من الأصل في 2021-04-17
- Smith، Larry David (2004)، Elvis Costello, Joni Mitchell, and the torch song tradition، Praeger، ISBN:0-275-97392-1، مؤرشف من الأصل في 2017-02-02
- Whitesell، Lloyd (2008)، The music of Joni Mitchell، Oxford Univ. Press، ISBN:978-0-19-530757-3، مؤرشف من الأصل في 2017-08-19
- Monk، Katherine (2012)، Joni: The Creative Odyssey of Joni Mitchell، Greystone Books، ISBN:978-1-55365-837-5، مؤرشف من الأصل في 2017-02-02

## وصلات خارجية
- جوني ميتشل على موقع IMDb (الإنجليزية)
- جوني ميتشل على موقع الموسوعة البريطانية (الإنجليزية)
- جوني ميتشل على موقع ألو سيني (الفرنسية)
- جوني ميتشل على موقع ميوزك برينز (الإنجليزية)
- جوني ميتشل على موقع رولينغ ستون (الإنجليزية)
- جوني ميتشل على موقع أول موفي (الإنجليزية)
- جوني ميتشل على موقع قاعدة بيانات برودواي على الإنترنت (الإنجليزية)
- جوني ميتشل على موقع قاعدة بيانات الأفلام السويدية (السويدية)
- جوني ميتشل على موقع إن إن دي بي (الإنجليزية)
- جوني ميتشل على موقع أول ميوزيك (الإنجليزية)
- الموقع الرسمي
- Joni Mitchell's Secret – The full story of Joni giving up her daughter Kilauren Gibb (Kelly Dale Anderson) for adoption.
- Hear the public radio special "The Emergence of Joni Mitchell"
- Salon.com – Joni Mitchell نسخة محفوظة 8 سبتمبر 2009 على موقع واي باك مشين.
- Joni Mitchell at the Rock and Roll Hall of Fame
- CBC Digital Archives – Joni Mitchell: All Sides Now
- The Governor General of Canada